# Karl Wilhelm Wach
Karl Wilhelm Wach (Berlim, 11 de Setembro de 1787 — 24 de Novembro de 1845) foi um pintor alemão, membro e professor da Academia de Artes de Berlim (1820).

## Seleção de obras
- Königin Luise (1812)
- Das Abendmahl und die Auferstehung Christi
- Madonnenbild (1826)
- Die drei himmlischen Tugenden (1830)
- Carl von Clausewitz (1830)
- Christus mit seinen Jüngern
- Psyche von Amor überrascht
- Eine lebensgroße Nymphe
- Johannes in der Wüste (1838)
- Judith mit dem Haupte des Holofernes (1838)

## Galeria

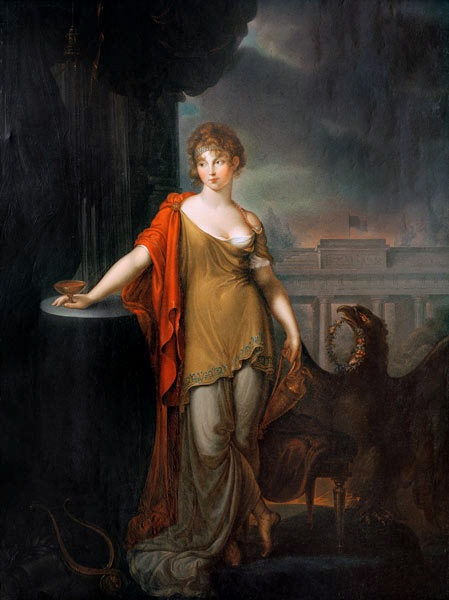
Rainha Luísa
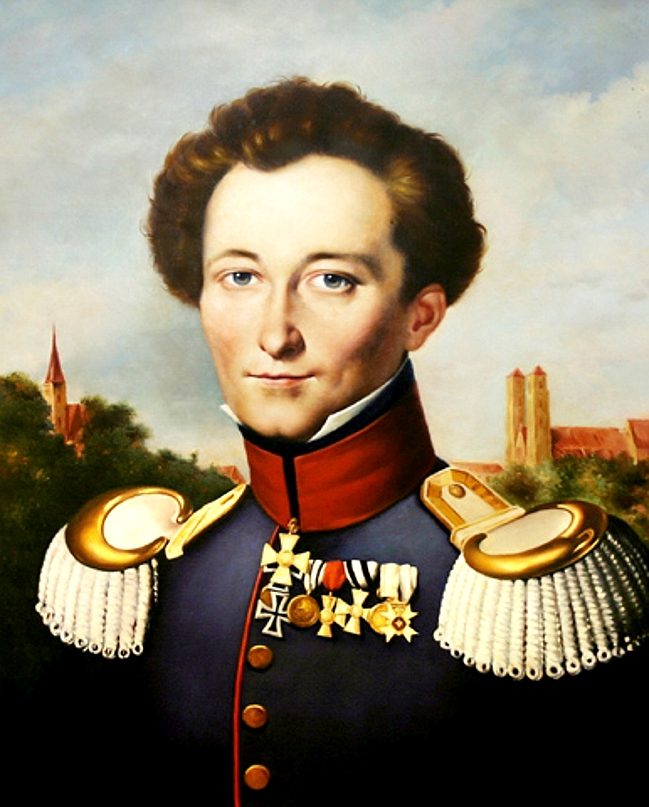
Carl von Clausewitz